# Венд фон Витерсхайм
Венд фон Витерсхайм (на немски: Wend von Wietersheim) е немски офицер, служил през Първата и Втората световна война.

## Биография

### Ранни живот и Първа световна война (1914 – 1919)
Венд фон Витерсхайм е роден на 18 април 1900 г. в Силезия, Германска империя. Син е на притежател на имение – Валтер фон Витерсхайм.
Малко преди началото на войната, доброволец, постъпва в армията като офицерски кадет. Участва в Първата световна война и преди края и си извоюва званието лейтенант. След това остава на служба в Райхсвера.

### Междувоенен период
През 1938 г. вече като капитан е зачислен към щаба на 3-та танкова дивизия.

### Втора световна война (1939 – 1945)
Участва в Полската кампания, където достига до звание майор и командир на моторизиран батальон от 1-ва танкова дивизия. Във Френската кампания е възпроизведен в чин подполковник.

#### Германо-съветски фронт
На 22 юни се включва в германо-съветската война и месец по-късно поема командването на стрелкови полк от танковата дивизия.
С началото на 1942 г. е преместен в областта Ржев, през април достига до чин полковник, през август 1943 г. командва 11-а танкова дивизия, през ноември – генерал-майор, през юли – генерал-лейтенант.
На 5 май 1945 г. останките от танковата дивизия са пленени в близост до региона Лотарингия, Франция, но командващият успява да се измъкне.
Умира на 19 септември 1975 г. в Бад Хонеф.

## Военна декорация
- Германски орден „Железен кръст“ (1939) – II (1 октомври 1939) и I степен (20 май 1940)
- Германска „Танкова значка“ (?) – сребърна (?)
- Орден „Германски кръст“ (1941) – златен (24 декември 1941)
- Рицарски кръст с дъбови листа, мечове и диаманти
  - Носител на Рицарски кръст (10 януари 1942)
  - Носител на Дъбови листа № 176 (12 януари 1943)
  - Носител на Мечове № 58 (26 март 1944)
- Упоменат 3-пъти в ежедневния доклад на „Вермахтберихт“ (24 декември 1943; 4 септември и 24 декември 1944)